# Théorie des humeurs

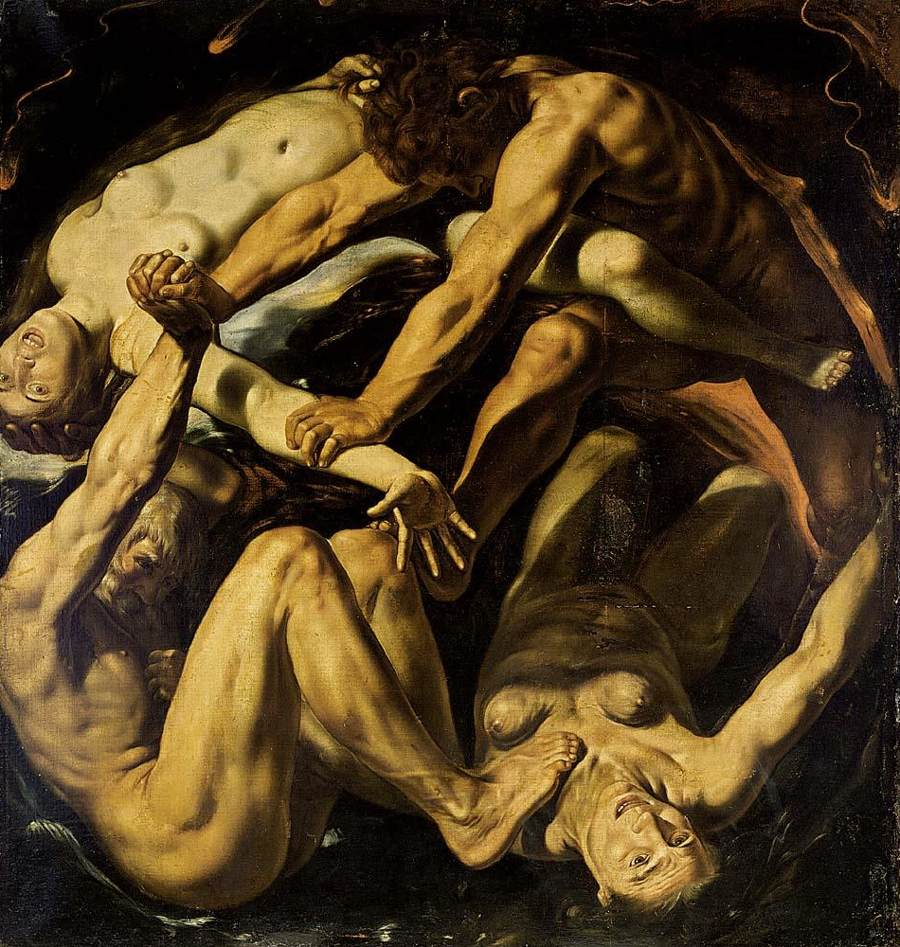
Allégorie des quatre éléments, Louis Finson, 1611.

La théorie des humeurs est l'une des bases de la médecine antique européenne. Elle a été popularisée par le Corpus hippocratique en particulier dans "De la nature de l'homme".
Selon cette théorie, le corps est constitué des quatre éléments fondamentaux — air, feu, eau et terre — possédant quatre qualités : chaud ou froid, sec ou humide. Ces éléments, mutuellement antagoniques (l'eau et la terre éteignent le feu, le feu fait évaporer l'eau), doivent coexister en équilibre pour que la personne soit en bonne santé. Tout déséquilibre mineur entraîne des « sautes d'humeur » ; tout déséquilibre majeur menace la santé du sujet.   
Les découvertes scientifiques postérieures ont discrédité cette conception pour diverses raisons (méconnaissance du rôle des organes, de la circulation sanguine, de la chimie, etc.). Cette théorie a conduit à la mise en place de diagnostics et de traitements aujourd'hui mis en cause. La saignée, les purgations et les clystères par exemple, visaient à chasser certaines humeurs ; il est plus probable qu'elles aggravaient l'état du patient.

## Fondement de la théorie
La santé de l'esprit ou du corps varie en fonction de l'équilibre des humeurs dans le corps, la « crase ».

### Humeurs et tempéraments
Pour les Anciens, il existe quatre humeurs :
- le sang : produit par le foie et reçu par le cœur (caractère sanguin ou jovial, chaleureux) ;
- la pituite ou phlegme ou lymphe : rattachée au cerveau (caractère lymphatique) ;
- la bile jaune : venant également du foie (caractère bilieux, plutôt enclin à la violence) ;
- l'atrabile ou bile noire : venant de la rate (caractère mélancolique/anxieux).

Ces humeurs correspondent aux quatre éléments, eux-mêmes caractérisés par leurs propres qualités :
- le feu : chaud et sec
- l'air : chaud et humide
- la terre : froide et sèche
- l'eau : froide et humide.

Selon leur prédominance, ils vont déterminer les tempéraments fondamentaux, soit les quatre tempéraments :
- le bilieux (feu, chaud et sec) est « enclin à la colère »[2] ;
- l'atrabilaire (terre, froid et sec) est enclin à la tristesse et au chagrin[3] ;
- Le flegmatique (eau, froid et humide) est calme et imperturbable, garde son sang-froid. Presque apathique ;
- le sanguin (air, chaud et humide) est d'humeur gaie[4].

### Influence des saisons
Selon le médecin, quand les saisons varient, tel ou tel élément prédomine. 
Ainsi en hiver, c'est la pituite qui domine, ainsi que le prouvent selon Hippocrate les maladies pituiteuses qui sont caractéristiques de cette saison : rhumes et bronchites avec expectoration de phlegme. Au printemps, quand la saison encore humide se réchauffe, c'est le tour du sang, avec le risque de maladies hémorragiques. L'été chaud et sec échauffe la bile et aggrave les affections bilieuses et les fièvres. L'automne, sec et froid, favorise l'atrabile et la mélancolie. Cette connaissance des saisons était importante pour le médecin de l'époque qui devait s'en souvenir lors du diagnostic et de l'élaboration d'un traitement. 
Ainsi un tempérament plutôt sanguin n'est plus le même au printemps ou en été, en automne ou en hiver. Chaque saison correspondant à un élément : le printemps à l'air, l'été au feu, l'automne à la terre et l'hiver à l'eau. 
Il en concluait que les gens avaient un tempérament sanguin au printemps et flegmatique en hiver.

### Influence des âges de la vie
Les âges de la vie correspondent à une évolution de l'individu qui possède une chaleur maximale au début de sa vie qu'il perd peu à peu pour devenir un vieillard froid. Lorsque l'absence de chaleur rend la coction des humeurs, notamment du sang, impossible, le sujet meurt. 
Ces âges de la vie correspondent aux saisons. Les hommes ont leur printemps, leur été, leur automne et leur hiver. Mais comme les grands cycles du temps correspondent aux petits cycles, une journée est aussi comme une année, avec sa chaleur sèche du jour et sa froideur humide de la nuit. Le médecin doit donc observer les heures et les saisons les plus favorables pour saigner ou purger les malades, le microcosme étant soumis aux rythmes du macrocosme.

### Classification des humeurs selon Ambroise Paré
Ambroise Paré (1510-1590) a indiqué de cette manière, dans le tableau suivant, la nature et les caractères physiques de chacune des humeurs:
|                        | Nature                                                     | Consistance                             | Couleur           | Saveur                                                                            | Usage |
| ---------------------- | ---------------------------------------------------------- | --------------------------------------- | ----------------- | --------------------------------------------------------------------------------- | --- |
| Le sang                | De la nature de l'air ; chaud et humide ou plutôt tempéré. | Médiocre, ni trop épais, ni trop clair. | Rouge et vermeil. | Doux.                                                                             | Il nourrit principalement les parties musculaires est distribué par les veines et artères. donne chaleur à tout le corps.                                                                                             |
| Le phlegme ou pituite  | De la nature de l'eau ; froide ou humide.                  | Fluxible.                               | Blanche.          | Douce ou plutôt fade ; car ainsi estimons nous cette eau bonne qui n'a aucun goût | Elle nourrit le cerveau. comme aussi toutes les autres parties. froides et humides: modère le sang et aide le mouvement des articles.                                                                                 |
| La cholère             | De la nature du feu ; chaude el sèche.                     | Tenne el subtile.                       | Rouge ou pastle.  | Amère.                                                                            | Elle excite la vertu expulsive des intestins, atténue le phlegme qui est en celui-ci ce que s'entend de l'excrémentitielle comme aussi l'alimentaire, nourrit les parties qui approchent le plus près de son naturel. |
| L'humeur mélancholique | De la nature de la terre ; froid et humide                 | Gras, épais et limoneux.                | Noir.             | Acide et poignant                                                                 | Il excite l'appétit, il nourrit la rate et toute autre partie qui lui est semblable en température, comme les os. |

### Manque et surplus
Lors d'un déséquilibre, quand une humeur l'emporte sur toutes les autres, ou que son influence est excessive, les maladies physiques et psychiques surviennent. Les traitements sont donc calculés pour rétablir l'équilibre et les régimes pour le maintenir : on peut corriger l'excessive froideur des vieillards en leur faisant boire un peu de vin, mais la chaleur excessive des jeunes gens leur interdit absolument cette boisson. Si l'humeur ne peut s'évacuer naturellement (par vomissement, expectoration, saignement de nez, urine ou défécation), on peut avoir recours à des remèdes qui vont la provoquer (cholagogues, diurétiques, purgatifs, saignées).
Dans le cas contraire, lorsqu'une humeur fait défaut, on peut y remédier par une nourriture appropriée, ou des exercices. 
C'est précisément à l'un de ces troubles qu'Hippocrate s'intéresse : la mélancolie ou « spleen » du grec σπλήν (splèn) signifiant « la rate », « la mauvaise humeur ». Il inspirera plus tard des écrivains symbolistes tel que Baudelaire, qui écrira Les Fleurs du mal en puisant ses idées dans cette théorie.
Galien pose l’importance des « remèdes contraires » dans la classification de la médecine simple. Le froid se trouve être un remède pour toutes sortes de maux étant liés à la chaleur et à son déséquilibre dans l'idée que les remèdes chauds contreviennent aux maux froids. Ainsi, différents aliments, différentes herbes sont reliés à des qualités particulières (chaude/froide, humide/sec) par subjectivité médicinale. D’autres remèdes se relient à ces qualités en fonction du sensible, c’est-à-dire en fonction du ressenti de l’individu à propos de l'élément. Par exemple, un vin chaud a forcément une qualité « chaude » puisqu'il est forcément chaud, tandis qu’un vin froid a une qualité « froide » puisqu'il est forcément froid. Les bains consistent en un autre exemple révélateur du principe de « remède contraire » dans lequel s’inscrit le froid. Dès l’Antiquité, l’école hippocratique favorisait l’immersion complète d’une victime du tétanos dans un bain froid comme traitement. Au Moyen Âge, les ouvrages de Gentile da Foligno expriment l’utilisation des bains thermaux, notamment les bains froids, pour les patients souffrant d’hydropisie.
Pour les anciens, l’atrabile, encore appelée « mélancolie » ou « bile noire », est un liquide froid et sec (contrairement à la pituite ou lymphe (phlegme), froide et humide).
Une personne faisant de la fièvre (élément de chaleur) est généralement associée à une trop grande quantité de sang dans l'organisme. Les médecins musulmans vont effectuer des saignées afin de retirer du sang, et donc, de la chaleur.

## Postérité

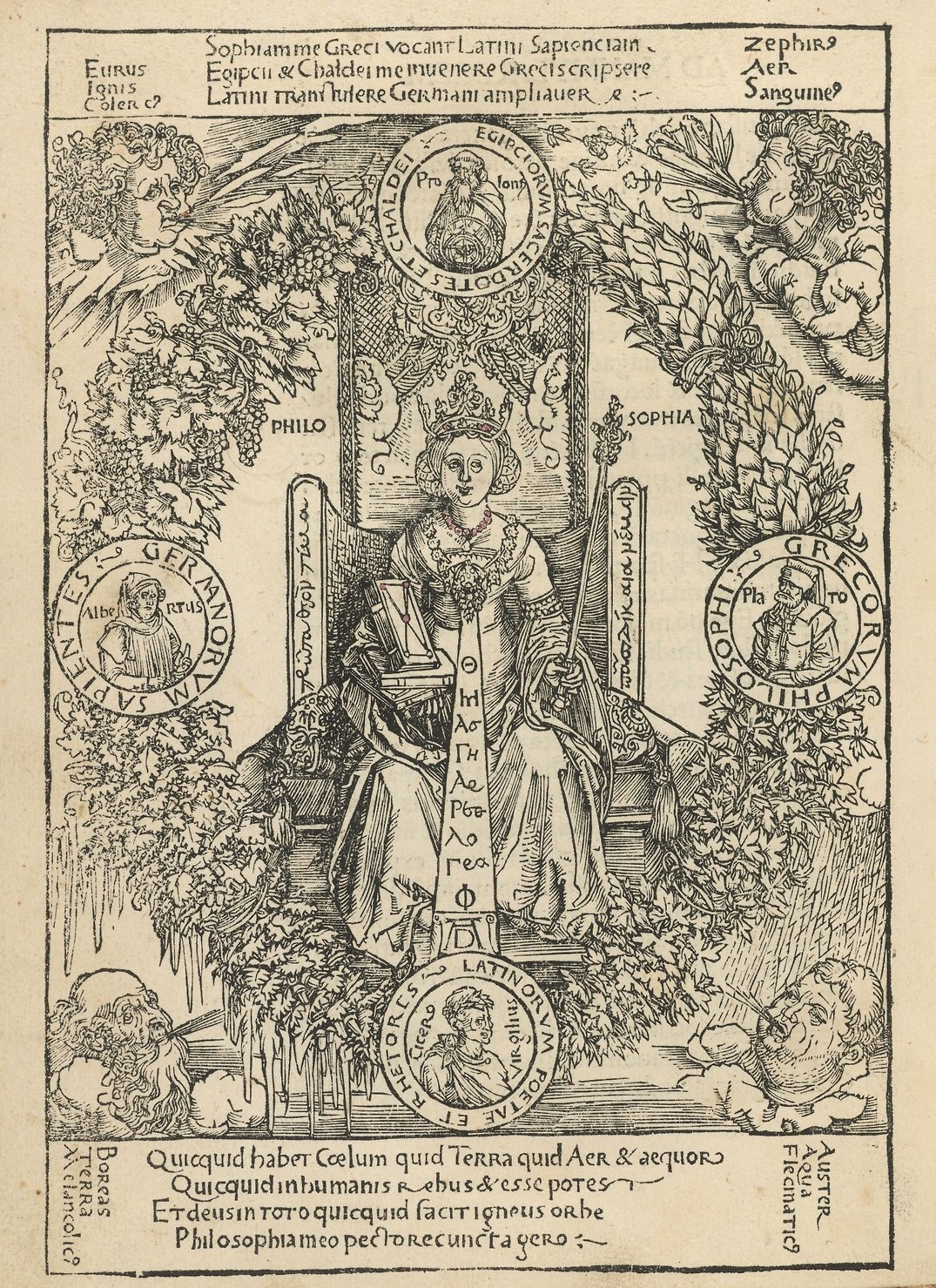
Albrecht Dürer, La Philosophie, 1502.

Cette théorie a eu une grande influence sur les lettres et les arts. À la Renaissance, elle inspire l'iconographie de nombreuses œuvres peintes ou gravées en commençant par la célèbre Melencolia §I qui renouvela définitivement la représentation des quatre complexions de l'iconographie médiévale, telle par exemple, entre autres et plus tardivement, cette série de feuilles volantes dessinées par Herman Müller[réf. nécessaire] et gravée par Maarten van Heemskerck, « Les Quatre Tempéraments » (Université de Liège). Publiées à Anvers par l'éditeur Jérôme Cock, établi à l'enseigne des « Quatre Vents », elles font partie de ces nombreuses séries didactiques que la gravure rendait accessibles à un public trop peu fortuné pour acheter des tableaux. 
L'artiste plasticien Frank Morzuch y voit le thème central d'une suite de quatre gravures d'Albrecht Dürer dont Melencolia §I donne la clef, par le truchement du carré magique d'ordre 4, attribué à Jupiter, dont l'humeur joviale est censée corriger la bipolarité mélancolique de Saturne. Trois autres gravures d'Albrecht Dürer : Adam et Eve (sanguin), Le Chevalier, la Mort et le Diable (colérique) et Saint Jérôme dans sa cellule (lymphatique) complètent cette tétralogie. Proche de Conrad Celtes, Dürer en illustra la théorie dans l'allégorie de la Philosophia servant frontispice à Conrad Celtes pour ses Libri amorum publiés en 1502 où il classe ces quatre humeurs avec les quatre éléments, les quatre saisons et les quatre directions (quatre vents). À la fin de sa vie il traitera différemment de ce thème en attribuant à nouveau les quatre tempéraments aux Quatre Apôtres, selon le témoignage écrit du peintre lettriste Johan Neudörffer ayant travaillé sous les ordres de Dürer dans l'atelier du peintre : « Albrecht Dürer a offert aux conseillers de Nuremberg quatre images grandeur nature peintes à l'huile dans lesquelles on reconnaît un sanguin, un colérique, un flegmatique et un mélancolique. »
La théorie des humeurs était donc largement répandue dans le nord de l'Europe. Elle fait l'objet de multiples allusions dans le théâtre élisabéthain où elle a notamment donné naissance à la Comédie des humeurs, créée par l'auteur dramatique anglais Ben Jonson. Elle permet la résurgence d'archétypes traditionnels popularisés par l'allégorie médiévale. La colère (Ira), par exemple, devient le colérique bilieux, souffrant d'un excès de bile rouge.
La théorie des humeurs fut défendue toute sa vie par le biologiste Auguste Lumière (1862-1954), sous le nom de médecine humorale alors qu'elle avait été abandonnée depuis longtemps par les spécialistes de l'époque. Gérard de Lacaze-Duthiers surnomma « Lumière » le « Père du Néo-Hippocratisme ». Cette théorie a également été ardemment défendue par Paul Carton (1875-1947), fondateur de la méthode hippocratique cartonienne.
La théorie des humeurs est maintenant connue pour des raisons historiques mais ses fondements et ses conclusions sont totalement invalidés par des siècles de progrès scientifique. L'utiliser de nos jours dans le cadre de soins est impensable et totalement exclu, en particulier à cause du grave danger qu'induisent nombre de ses recommandations. 
Certaines expressions actuelles sont une réminiscence de cette théorie : « avoir un tempérament sanguin », « être flegmatique », « se faire de la bile ».